# Sebastian Schachten
Sebastien Schachten (Bad Karlshafen, 6 novembre 1984) è un ex calciatore tedesco, di ruolo centrocampista.

## Carriera
Schachten ha esordito fra i professionisti nel 2004 in Zweite Bundesliga con la maglia del Paderborn, facendosi subito notare dagli osservatori del Werder Brema che lo hanno acquistato l'anno seguente. A Brema, tuttavia, non è mai stato impiegato con la prima squadra ma ha giocato da titolare per due stagioni nella selezione under 23 totalizzando 60 presenze e sei gol in Regionalliga.
Nel 2007 è tornato in Zweite Bundesliga firmando un contratto fino a giugno 2011 con la nobile decaduta Borussia Mönchengladbach anche se un serio infortunio rimediato nel precampionato gli ha impedito di scendere in campo per tutto il girone d'andata. Nei due anni seguenti con il Borussia scende in campo solamente 3 volte in prima squadra e 4 con la seconda in Regionalliga. Nel 2009 viene mandato in prestito nuovamente al Paderborn.

## Palmarès

### Club

#### Competizioni nazionali
- Campionato tedesco di seconda divisione: 1

Borussia Mönchengladbach: 2007-2008